# Šeherezada (Svetina)
Šeherezada je dramsko delo Iva Svetine, izdano leta 1988.

## Osebe
- Mati sultanka, čuvarka pečata
- Šahrijar Lepi, sultan
- Šehzeman Slepi, njegov starejši brat
- Princesa Nur Grbava, njuna sestra
- Parisada, prva sultanovih žena
- Veliki vezir, sultanov namestnik
- Šeherezada, Dunjesada, njegovi hčerki
- Mirza Nemi, pisar
- Morgjana, prva sultanova priležnica
- Masud, črni suženj
- Rabelj, skopljenci, odaliske
- Islandske plesalke, Črni derviši, Džin

## Vsebina
1. del: Mati sultanka je rodila dva sina. Ker so se pri rojstvu prvega pokazala zla znamenja, ga je oslepila, prestol je zasedel drugi, Šahrijar. Je vladar Luči, njegov slepi brat Šehzeman je vladar Teme, sultanka pa čuva pečat, ki je zakon za oba. – Kraljevski dan se začne s prilizovanjem in hvalo Gospodarja, le Šehzeman se upre: polizal bo bratovo luč, da bo povsod zavladala tema, v temi so vrata, silnejša od luči! - Šahrijar da bičati Masuda, ker je ogovoril njegova psa; Paradisa, ki se z Masudom ljubi, v haremu lepo poskrbi za njegove rane. – Šahrijar je v sanjah videl severno deželo, kjer vlada večni dan, hoče jo osvojiti, da bo večni gospodar luči in za zmeraj varen pred bratom. Ta pri materi obtoži sultana, da je pijan od oblasti in užitkov, zahteva prestol zase. Toda mati mu pove, da bi strašni Džin svet ratrgal na kose, če bi bil on na prestolu; naj bo zadovoljen, da je vladar teme, kajti katera je močnejša, luč ali tema? – Šehzeman odkrije Parisadino skrivnost, ona mu v zameno za molk ponudi svoje telo: da bi kaj bilo, se mora srečati z ničem. Šahrijar je na lovu, ko se nadenj dvigne Džin: on je pravi Gospodar nad naravo, Šahrijar je le smet, ki naj v seraju vlada prestrašenim dušam, dokler še njemu ne iztaknejo  oči. – Medtem se Parisada in Masud ljubita v haremu. Šahrijar ju odkrije, v besu se ne ozira na zakon, sam zakolje ljubimca in priseže, da bo izkoreninil nezvestobo, pa če bi moral poklati ves ženski rod.
2. del: Šahrijar je svojo spalnico spremenil v klavnico, vsako noč, že tisoč in eno, je zaklal devico, demonija ga je zmeraj bolj dobivala v kremplje. Sestra in mati ga skušata rešiti norosti, ponudita se mu v žrtev, saj sta tudi onidve ženski. Šahrijar se zgrozi: noče uničiti temeljev sveta, le nezvestobo hoče izžgati, njegovo delo – delo Sonca – še ni končano. Od vezirja zahteva njegovi hčerki, poslednji devici v deželi. - Vezir se z družino pripravlja na beg, toda Šeherezada hoče odrešiti svoje ljudstvo: sultana bo z ljubeznijo spremenila v dobrotno Sonce, ozdravila bo njega in svet. Sestri odideta k sultanu in Šeherezada mu pove pravljico njegovega življenja, pove pa tudi konec pravljice: srd v sultanu je ugasnil, vzel je Šeherezado za ženo, sestra se je poročila s Šehzemanom, ki mu je slavni zdravnik vrnil vid, svet ni več razdeljen na luč in temo, sovraštvo je minilo in v vsej deželi je zavladala sreča. Je to konec pravljice? Ne, nekaj nepričakovanega se zgodi, vse zagrne tema, bliska se, grmi ... Šeherezadina pripoved postane resnica, pojavi se strašni Džin: kdor ga išče, ga tudi najde in je nagrajen, a nagrada je Džin sam, kajti on je tisto, kar šele bo ... Seraj se pogreza, med preplašenimi kriki svet propade v dimu in ognju, grozi in temi.